# Новокам'янська сільська рада (Каховський район)
Новока́м'янська сільська́ ра́да — адміністративно-територіальна одиниця та орган місцевого самоврядування в Каховському районі Херсонської області. Адміністративний центр — село Новокам'янка.

## Загальні відомості
- Населення ради: 627 осіб (станом на 2001 рік)

## Населені пункти
Сільській раді підпорядковані населені пункти:
- с. Новокам'янка

## Склад ради
Рада складається з 12 депутатів та голови.
- Голова ради:
- Секретар ради: Прийма Віта Вікторівна

### Керівний склад попередніх скликань
| Прізвище, ім'я, по батькові | Основні відомості                                    | Дата обрання | Дата звільнення |
| --------------------------- | ---------------------------------------------------- | ------------ | --------------- |
| Думінець Андрій Степанович  | Сільський голова, 1974 року народження, безпартійний | 26.03.2006   | 31.10.2010      |

Примітка: таблиця складена за даними сайту Верховної Ради України

### Депутати
За результатами місцевих виборів 2010 року депутатами ради стали:

#### За суб'єктами висування
| Суб'єкт висування                                       | Кількість обраних депутатів | %    |
| ------------------------------------------------------- | --------------------------- | ---- |
| Самовисування                                           | 5                           | 41,7 |
| Політична партія Всеукраїнське об'єднання «Батьківщина» | 4                           | 33,3 |
| Партія регіонів                                         | 1                           | 8,3  |
| Партія «Справедливість»                                 | 1                           | 8,3  |
| Політична партія «Наша Україна»                         | 1                           | 8,3  |

#### За округами
| № округу                                                | Прізвище, ім'я, по батькові       | Дата визнання обраним | Освіта  | Партійна приналежність                        | Відомості про обраного депутата                                     |
| ------------------------------------------------------- | --------------------------------- | --------------------- | ------- | --------------------------------------------- | ------------------------------------------------------------------- |
| Партія регіонів                                         |                                   |                       |         |                                               |                                                                     |
| 9                                                       | Петриченко Ольга Вікторівна       | 05.11.2010            | середня | член Партії регіонів                          | Новокам'янська загальноосвітня школа ст. І-III, технічний працівник |
| Партія «Справедливість»                                 |                                   |                       |         |                                               |                                                                     |
| 10                                                      | Мороз Ірина Миколаївна            | 05.11.2010            | вища    | член Партії «Справедливість»                  | Новокам'янська загальноосвітня школа ст. І-III, вчитель             |
| Політична партія Всеукраїнське об'єднання «Батьківщина» |                                   |                       |         |                                               |                                                                     |
| 4                                                       | Голобородько Валентина Леонідівна | 05.11.2010            | вища    | член Всеукраїнського об'єднання «Батьківщина» | пенсіонер                                                           |
| 5                                                       | Шатохіна Тетяна Миколаївна        | 05.11.2010            | середня | член Всеукраїнського об'єднання «Батьківщина» | приватний підприємець                                               |
| 6                                                       | Ліфінцева Галина Володимирівна    | 05.11.2010            | вища    | член Всеукраїнського об'єднання «Батьківщина» | Новокам'янська загальноосвітня школа ст. І-III, директор            |
| 12                                                      | Голуб Олена Олександрівна         | 05.11.2010            | середня | член Всеукраїнського об'єднання «Батьківщина» | Новокам'янська сільська бібліотека, старший бібліотекар             |
| Політична партія «Наша Україна»                         |                                   |                       |         |                                               |                                                                     |
| 2                                                       | Кондаловська Людмила Іванівна     | 05.11.2010            | вища    | член Політичної партії «Наша Україна»         | приватний підприємець                                               |
| Самовисування                                           |                                   |                       |         |                                               |                                                                     |
| 1                                                       | Лебеденко Ольга Анатоліївна       | 05.11.2010            | середня | позапартійна                                  | тимчасово не працює                                                 |
| 3                                                       | Прийма Віта Вікторівна            | 05.11.2010            | середня | позапартійна                                  | Новокам'янська сільська рада, секретар                              |
| 7                                                       | Шатохіна Зоя Анатоліївна          | 05.11.2010            | середня | позапартійна                                  | тимчасово не працює                                                 |
| 8                                                       | Онищенко Олександр Петрович       | 05.11.2010            | середня | член Соціалістичної партії України            | Новокам'янська сільська рада, інспектор по земельним питанням       |
| 11                                                      | Прима Олександр Віталійович       | 23.05.2011            | середня | позапартійний                                 | ТОВ «Потенциал-Агро», тракторист                                    |